# Fyrskib Nr XXI
Fyrskib Nr XXI är ett 33,6 meter långt danskt tidigare fyrskepp, vilket efter tjänstgöring använts som kafé- och museifartyg.
Hon byggdes 1910–1911 i ek på skeppsbyggnadsmästaren Rasmus Møllers Værft i Fåborg, som tre år tidigare också hade byggt Fyrskib XX. Fyrskeppet byggdes efter ritningar från det brittiska fyrväsendet Trinity House. Systerfartyg var Fyrskib Nr X - Fyrskib Nr XX. Hon var det sista danska fyrskepp, som byggdes utan motor för framdrift, endast med nödsegel.
I mitten av 1930-talet genomgick fartyget en omfattande modernisering.

## Tjänstgöringar
- 1911–1909 fyrskepp vid Vyl, en dansk fyrskeppsstation i Nordsjön, 40 kilometer väster om Esbjerg, utanför Blåvandshuk
- 1915–1917, 1921–1933, 1935–39 och 1979-1980 fyrskepp vid Horns Rev[2]
- 1939–1978 tjänstgjorde hon som reservfartyg. Under andra världskriget tjänstgjorde hon, tillsammans med fyra andra, i Stora Bält för att markera minfri farled.
- Sista tjänstgöring enligt Skipsregistret: december 1988[2]

Fyrskeppets sista stationeringsplats var Skagens Rev, där hon 1979 ersattes av en lysboj. Det var upplagt 1988–1991 i Holmen i Köpenhamn och förvärvades i november 1991 av skeppsredaren Per Henriksen (1919–2008) och övertogs av Den Selvejende Institution Fregatten Jylland i  Ebeltoft, där det använts som sommarkaféfartyg i Fregathavnen. Det köptes 2022 av Henning Kjeldsen i Skagen med avsikt att efter renovering i Svendborg stationeras i Skagen.